# 桝田省治
桝田 省治（ますだ しょうじ、1960年1月22日 - ）は、日本のゲームデザイナー、兵庫県姫路市生まれ。有限会社マーズの代表取締役。

## 来歴
武蔵野美術大学基礎デザイン学科卒業後、広告代理店I&Sに就職。同社にて担当していたクライアントの中にハドソンがあった事が、後のゲームクリエイターへの転身の一因であった。同社所属時代には『桃太郎伝説』を原作としたアニメ『桃太郎伝説 PEACHBOY LEGEND』『PEACH COMMAND 新桃太郎伝説』でプロデューサーを務めている。同社でハドソンの『天外魔境 ZIRIA』の広告を担当し、開発の遅れから制作側を手伝う事になる。その後、広告代理店を退社する。
続編の『天外魔境II 卍MARU』ではディレクターとシナリオを担当し、本格的にゲーム製作へ参加する。1998年4月に有限会社マーズを設立し、2006年以降になると執筆業にも活動を広げ、『まおゆう魔王勇者』シリーズの書籍化プロジェクトの設立･総監修を務めている。
メタルマックスシリーズ初期ではクレジット上はプロデューサーとしての参加であるが、実際の現場では宮岡寛の補佐としてシナリオやゲームデザインにも深く関わっている。後に『メタルマックス2リローデッド』にもスペシャルサンクスとして名を連ねている。
自身が携わるゲームのシナリオには、プレイヤーの予想を裏切るような展開、特にCEROギリギリを攻めるようなエログロなイベントを入れることが多い。『天外魔境II』の公式攻略本でも「もっと下世話に、もっと猥雑に。」をコンセプトにイベントを設定したと語っている。しかし、彼にとってはそれでも大分おとなしく書いたらしく、後年『リンダキューブ』を制作した時の攻略本には「天外魔境IIでは王道な展開ばかりのシナリオを書いていて、ストレスが溜まってしまった」という趣旨の発言をしている。
そのため必然的にシナリオには癖が強く出ており、ユーザーからの好き嫌いが分かれる傾向がある。
天外魔境IIの開発の際、声優の高山みなみをセリフの少ない端役に使ってしまったことを後悔しているため、それ以降の作品では高山みなみを起用し、重要なキャラクターに配役している事が多い。

## 作品

### キャッチコピー
- 体育5 - 『PC原人』広告
- 竜退治はもうあきた。 - 『メタルマックス』広告
- ヘンなゲームはまかせとけ! - 『データイースト』企業広告

### ゲーム
- 桃太郎伝説：シナリオ補佐、マップデザイン、戦闘ルーチン作成
  - 桃太郎伝説II：演出
- 桃太郎電鉄：シナリオ補佐
  - スーパー桃太郎電鉄：演出
  - スーパー桃太郎電鉄II：スペシャルサンクス
  - 桃太郎電鉄2017 たちあがれ日本!![5]：ゲーム・アドバイザリー
  - 桃太郎電鉄 〜昭和 平成 令和も定番!〜：副監督
- 桃太郎活劇：監督
- 忍者らホイ!：演出
- メタルマックス：プロデュース
  - メタルマックス2：プロデュース
  - メタルマックスリターンズ：プロデュース
  - メタルマックス2リローデッド：スペシャルサンクス
- 天外魔境 ZIRIA：ディレクター(途中参加)、広告
- 天外魔境II 卍MARU：ディレクター、シナリオ
- 商人よ大志を抱け![6]：ゲームデザイン
- 空想科学世界ガリバーボーイ
- リンダキューブ：シナリオ、ゲームデザイン
- ネクストキング 恋の千年王国：シナリオ、ゲームデザイン
- 怪物パラ☆ダイス：モンスターデザイン（チョコバナナオールスターズ名義）
- 俺の屍を越えてゆけ：シナリオ、ゲームデザイン
- 俺の屍を越えてゆけ2：ゲームデザイン、シナリオ
- 暴れん坊プリンセス：シナリオ
- 我が竜を見よ
- テイルズ オブ ザ ワールド なりきりダンジョン3：ゲームデザイン
- まぼろし姫：原案、シナリオ
- パタポン：監修
- 勇者死す。：原案、ゲームデザイン、シナリオ
  - 勇者死す。again：原案、ゲームデザイン、シナリオ
- ニンジャバトルTV：ゲームデザイン

## 著書
- 鬼切り夜鳥子（エンターブレイン）
  - 鬼切り夜鳥子 〜百鬼夜行学園〜（2006年 ISBN 4-7577-2829-8）
  - 鬼切り夜鳥子2 京都ミステリーツアー（2007年 ISBN 978-4-7577-3346-6）
  - 鬼切り夜鳥子3 みちのく血煙慕情（2007年 ISBN 978-4-7577-3593-4）
  - 鬼切り夜鳥子4 聖邪が街にやってくる!!（2008年 ISBN 978-4-7577-4582-7）
  - 鬼切り夜鳥子5 禍★星に願いを（2009年 ISBN 978-4-7577-4649-7）
- ハルカ 天空の邪馬台国（エンターブレイン 2007年 ISBN 978-4-7577-3412-8）
- ハルカ 炎天の邪馬台国（エンターブレイン 2008年 ISBN 978-4-7577-4454-7）
- ジョン&マリー ふたりは賞金稼ぎ（ハヤカワ文庫JA 2010年 ISBN 978-4-15-030987-9）
- ゲームデザイン脳 -桝田省治の発想とワザ-（技術評論社 2010年 ISBN 978-4-7741-4192-3）
- 傷だらけのビーナ（エンターブレイン 2010年 ISBN 978-4-04-726934-7）